# かながわの探鳥地50選
かながわの探鳥地50選とは、1991年に選定された、神奈川県内にある探鳥地の50選。

## 一覧
1〜14「水辺に住む鳥」、15〜20「海辺に住む鳥」、21〜27「人里に住む鳥」、28〜33「山地に住む鳥」、34〜50「丘陵地に住む鳥」。なお、所在地表記は選定当時のものを記す。
1. 多摩川中流（等々力〜宿河原）（川崎市）
2. 県立三ッ池公園（横浜市鶴見区）
3. 境川中流（横浜市、藤沢市）
4. 大庭遊水池周辺（藤沢市）
5. 相模原貯水池（相模原市）
6. 相模川中流（相模原市、愛川町、座間市、厚木市）
7. 城山湖（城山町）
8. 峯の薬師・津久井湖コース（津久井町）
9. 花水川（平塚市）
10. 相模湖
11. 震生湖（秦野市）
12. 丹沢湖（山北町）
13. 酒匂川河口（小田原市）
14. 芦ノ湖（箱根町）
15. 多摩川河口（川崎市）
16. 平潟湾（横浜市金沢区）
17. 観音崎（横須賀市）
18. 城ヶ島（三浦市）
19. 相模川河口（平塚市）
20. 大磯海岸（照ケ崎）（大磯町）
21. 三渓園（横浜市中区）
22. こども自然公園（横浜市旭区）
23. 久良岐公園（横浜市磯子区、横浜市港南区）
24. つるま自然の森公園（相模原市）
25. 泉の森（大和市）
26. 立野緑地（秦野市）
27. 栢山（小田原市）
28. 大山（厚木市、伊勢原市、秦野市）
29. 札掛コース（清川村）
30. （県立21世紀の森）（南足柄市）
31. （大雄山最乗寺）・丸太の森（南足柄市）
32. 神山・駒ヶ岳コース（箱根町）
33. 仙石原コース（箱根町）
34. 生田緑地（川崎市多摩区）
35. 寺家ふるさと村（横浜市青葉区）
36. 横浜自然観察の森（横浜市栄区）
37. 源氏山公園（鎌倉市）
38. 山崎（鎌倉市）
39. 二子山・森戸川周辺（葉山町）
40. 小網代湾一帯（三浦市）
41. 片瀬・川名緑地（藤沢市）
42. 江の島（藤沢市）
43. 八菅山いこいの森（愛川町）
44. 県立自然保護センター（厚木市）
45. 日向薬師周辺（伊勢原市）
46. 平塚西部丘陵（平塚市）
47. 高麗山（大磯町）
48. 弘法山公園（権現山）（秦野市）
49. 吾妻山公園（二宮町）
50. 真鶴岬（真鶴町）